# Dorsheim
Dorsheim ist eine Ortsgemeinde im Landkreis Bad Kreuznach in Rheinland-Pfalz. Sie gehört  der Verbandsgemeinde Langenlonsheim-Stromberg an.

## Geographische Lage
Dorsheim liegt im Trollbachtal, westlich der Nahe, kurz vor deren Einmündung in den Rhein. Im Süden befindet sich Bad Kreuznach, im Norden Bingen am Rhein.

## Geschichte
Das Gebiet von Dorsheim ist seit sehr früher Zeit besiedelt, wie Funde von Artefakten aus der Altsteinzeit belegen. Aus der jüngeren Steinzeit (ca. 4000-2100 v. Chr.) sind zahlreiche Beilchen und Spitzen, zwölf Feuersteinklingen aus einem Depotfund, sowie (im Gebiet östlich von Dorsheim) Rössener Keramik gefunden wurden. Aus der Urnenfelder- und der anschließenden Hallstattzeit sowie der Zeit der Hunsrück-Eifel-Kultur wurden alle Arten von Bronzeringen sowie Keramik gefunden. Römische Funde (aus dem 3. Jahrhundert) wurden an zwei Stellen im Ortsbereich gemacht.
Merowingische Gräberfunde ganz in der Nähe des Dorfgemeinschaftshauses belegen, dass Dorsheim nahezu sicher eine Gründung aus der ersten Frankenzeit (500–750) ist. Jedoch wurde der Ort erst vergleichsweise spät, in einer Urkunde von Pfalzgraf Ruprecht vom 30. März 1349 erstmalig erwähnt. In der Zeit danach wurde der Ortsname unterschiedlich geschrieben, u. a. Dunrsheim und Donrsheim. Woher der Name Dorsheim stammt, ist darum nicht ganz klar.
Dorsheim war fast 650 Jahre lang ein pfalzgräfliches/kurpfälzisches Dorf, im Ortswappen erscheint deshalb der kurpfälzische Löwe. Nach dem Ende der französischen Herrschaft (1798–1814, Rhin-et-Moselle) fiel der Ort mitsamt der Umgebung im Jahre 1815 an das Preußen.

### Statistik zur Einwohnerentwicklung
Die Entwicklung der Einwohnerzahl von Dorsheim, die Werte von 1871 bis 1987 beruhen auf Volkszählungen:
| Jahr | Einwohner |
| 1815 | 219       |
| 1835 | 262       |
| 1871 | 283       |
| 1905 | 359       |
| 1939 | 274       |
| 1950 | 327       |

| Jahr | Einwohner |
| 1961 | 329       |
| 1970 | 381       |
| 1987 | 377       |
| 2005 | 686       |
| 2022 | 732       |

## Politik

### Bürgermeister
Ortsbürgermeisterin ist Marlene Hölz (ULD). Bei der Kommunalwahl am 26. Mai 2019 wurde sie in ihrem Amt bestätigt und im Juni 2024 wiedergewählt.

## Wirtschaft und Infrastruktur

### Weinbau
Dorsheim gehört zum „Weinbaubereich Nahetal“ im Anbaugebiet Nahe. Im Ort sind sieben Weinbaubetriebe tätig, die bestockte Rebfläche beträgt 71 Hektar. Etwa 83 % des angebauten Weins sind Weißweinrebsorten (Stand 2007). Im Jahre 1979 waren noch 24 Betriebe tätig, die damalige Rebfläche von 80 Hektar war nur geringfügig größer.

### Verkehr
Der Ort liegt in unmittelbarer Nähe zur Bundesautobahn 61 und besitzt einen eigenen Autobahnanschluss. Die Lärmbelastung beträgt lt. aktueller Schallpegelmessung im arithm. Mittel ca. 63 dB / 24h.